# Kangar Zard
Kangar Zard (persiska: كنگر زرد) är en ort i Iran.   Den ligger i provinsen Lorestan, i den västra delen av landet, 400 km sydväst om huvudstaden Teheran. Kangar Zard ligger 1 684 meter över havet och antalet invånare är 248.
Terrängen runt Kangar Zard är kuperad.Runt Kangar Zard är det ganska tätbefolkat, med 72 invånare per kvadratkilometer. Närmaste större samhälle är Zāgheh-ye ‘Olyā, 17,8 km norr om Kangar Zard. Omgivningarna runt Kangar Zard är i huvudsak ett öppet busklandskap.